# سیارک ۵۱۰۲
سیارک ۵۱۰۲ (به انگلیسی: 5102 Benfranklin، نامگذاری:1986RD1) پنج هزار و صد و دومین سیارک کشف شده‌است که در ۲ سپتامبر ۱۹۸۶ کشف شد.
قدر مطلق سیارک برابر ۱۲٫۷۰ است.